# 1-形式

在三維歐幾里得空間裡，1-形式 α、 β 與它們的和是線性泛函，向量 u、 v與 w也是線性泛函。任意向量穿插過的任意1-形式超平面等於兩者的內積。

在线性代数中，1-形式（one-form）是向量空间上的一種线性泛函。1-形式在这种向量空间语境中的使用方式，通常区别於高阶的多重线性泛函中的1-形式。细节参见线性泛函。
在微分几何中，可微流形上的1-形式是余切丛的一个光滑截面。具体说来，流形 M 上的1-形式是M 的切丛的全空间到 R 的一个光滑映射，限制在每个纤维上是切空间上的线性泛函。用符号表示，
{\displaystyle \alpha :TM\rightarrow {\mathbf {R} },\quad \alpha _{x}=\alpha |_{T_{x}M}:T_{x}M\rightarrow {\mathbf {R} },\,}
这里 αx 是线性的。
1-形式经常局部地描述，特别是在一个局部坐标中。在一个局部坐标系中，1-形式是坐标的微分的线性组合：
{\displaystyle \alpha _{x}=f_{1}(x)dx^{1}+f_{2}(x)dx^{2}+\dots +f_{n}(x)dx^{n}.\,}
这里 fi 是光滑函数。注意这里使用上指标，不要与幂混淆。从这种观点来看，一个 1-形式从一个坐标系变到另一个时有共变变换法则。从而一个 1-形式是秩 1 共变张量场。 

## 特例
设 {\displaystyle U\subseteq \mathbb {R} } 爲一开集（譬如一个区间 {\displaystyle (a,b)}），考虑可微函数 {\displaystyle f:U\to \mathbb {R} }，具有导数 f'。f 的微分 df，在一点 {\displaystyle x_{0}\in U}，定义为变量 dx 的某个线性映射。具体地，{\displaystyle df(x_{0},dx):dx\mapsto f'(x_{0})dx}。（从而符号 dx 的含义揭示出来了：它不过是 df 的一个参数，或独立变量。）故映射 {\displaystyle x\mapsto df(x,\cdot )} 将每个点 x 送到一个线性泛函 {\displaystyle df(x,\cdot )}。这是微分（1-）形式最简单的例子。
用德拉姆复形表示，从 0-形式（数量函数）到 1-形式有一个映射，即 {\displaystyle f\mapsto df}。
一个 1-形式称为闭 1-形式如果它是可微的且它的外导数在任何地方等于 0。